# Адвокат на Дявола
„Адвокат на Дявола“ (на английски: The Devil's Advocate) е американски свръхестествен филм на ужасите от 1997 г. на режисьора Тейлър Хакфорд, по сценарий на Джонатан Лемкин и Тони Гилрой, базиран на едноименния роман, написан от Андрю Нидърман през 1990 г., във филма участват Киану Рийвс, Ал Пачино и Шарлиз Терон. Премиерата на филма в САЩ е на 17 октомври 1997 г.

## Сюжет
Внимание:  Текстът по-долу разкрива сюжета на произведението (или части от него)!
Кевин Ломакс, млад адвокат от Флорида, не губи нито едно дело, в което участва. Ломакс води делото на учителя на Гетис, който е обвинен в насилие над непълнолетна. Ломакс осъзнава, че клиентът му е виновен, но тъй като не иска да загуби, по време на разпита подкопава доверието на съдебните заседатели към нещастната ученичка и развратникът е оправдан.
Скоро Кевин получава предложение от престижната адвокатска кантора на Джон Милтън. Ломакс и съпругата му Мери Ан се преместват в Ню Йорк и купуват луксозен апартамент в Манхатън. Работата в нова фирма отнема огромно време и затова Кевин вижда все по-малко жена си, която започва да изпада в депресия от това. Мери Ан моли съпруга си да се върне във Флорида, но Кевин отказва. Когато майка му, благочестива християнка, идва да посети Ломакс, тя също моли сина си да напусне Ню Йорк, считайки го за „проклето място“, но Кевин отново отказва.
Скоро Милтън поверява на Кевин отговорен бизнес. Милиардерът Александър Кълън е обвинен в убийството на съпругата си, доведения си син и прислужницата, а Ломакс трябва да издейства оправдателна присъда. Този случай отнема цялото време на Кевин, а съпругата му се побърква. Тя постоянно мисли, че съпругите на колегите на съпруга ѝ са демони, а освен това Мери Ан смята, че яйчниците ѝ са били отстранени, за да я направят стерилна. Джон Милтън предлага на Кевин да напусне този бизнес, за да се грижи за съпругата си, но Ломакс отказва.
Изведнъж Еди Барзун, един от заместниците на Милтън, открива, че името на Кевин е в устава на фирмата и решава, че Ломакс иска да заеме неговото място. Кевин отрича това, но Барзун заплашва да информира прокуратурата на САЩ за някои от незаконните случаи на фирмата на Милтън. Веднага след като Милтън научава за това, по време на сутрешното си бягане, Еди е бит до смърт от скитници, които се превръщат в истински демони.
Разговаряйки с Мелиса Блек, секретарка и любовница на Александър Кълън, която трябва да свидетелства за алибито на милиардера, Кевин осъзнава, че тя лъже. Ломакс казва на Милтън за това, но Милтън предлага да не му се обръща внимание. Блек дава фалшиви показания, Кълън е оправдан и Ломакс отново печели поредното дело. След процеса Кевин открива Мери Ан увита в одеяло в църквата. Тя твърди, че Милтън е бил жестоко изнасилен в деня на процеса, но шокираният Кевин не вярва на жена си, тъй като този ден Милтън е бил с него в съда. Мери Ан пуска одеялото и разкрива тяло, покрито със синини и драскотини, но Ломакс решава, че Мери Ан сама си е нанесла тези наранявания. Кевин изпраща съпругата си в психиатрична болница.
По-късно Кевин, майка му и колегата му Пам Гарети посещават Мери Ан в клиниката. Виждайки Пам под прикритието на демон, Мери Ан я удря с ръчно огледало и се заключва в стаята. Когато Кевин разбива вратата, съпругата му се самоубива, като прерязва гърлото си с парче стъкло. Шокирана от тази смърт, Алис Ломакс казва на Кевин, че Джон Милтън е бащата на Кевин, когото тя е срещнала в Ню Йорк преди много години, и че Милтън всъщност я е съблазнил и изнасилил.
Шокиран, Кевин бяга в офиса на фирмата си, за да убие Милтън. Ломакс стреля с пистолет в гърдите на Милтън, но Милтън само се смее в отговор. Милтън признава, че е Сатана и че винаги е помагал на сина си Кевин. Ето защо Ломакс никога не губи в съда. Милтън кани Кевин да копулира с колежката си Кристабела, която се оказва дъщерята на дявола и полусестрата на Ломакс. Ако това се случи, Кристабела ще роди Антихриста, който ще установи царството на тъмнината на Земята. Кевин първоначално приема предложението на Милтън, но след това изведнъж се обявява за свободен и се застрелва в главата. Виждайки това, Милтън крещи диво от ярост – неговият дяволски план се е провалил.
Кевин обаче не умира. Той се връща в миналото в момента, когато води делото на извратения учител. Осъзнавайки, че ако сега помогне на този злодей да избегне наказанието, тогава всичко ще се случи отново, Кевин обявява, че не може да представлява клиента си, въпреки че това може да го лиши от адвокатските му права. След този неочакван обрат неговият приятел и репортер Лари, моли Ломакс за интервю, обещавайки да го направи знаменитост. След известно колебание той се съгласява. Гледайки ги, Лари изведнъж се превръща в Милтън и с дяволска усмивка казва: „Суетата е любимият ми грях!“

## Актьорски състав
| Актьор               | Роля                                                     |
| -------------------- | -------------------------------------------------------- |
| Киану Рийвс          | Кевин Ломакс – млад адвокат                              |
| Ал Пачино            | Джон Милтън – собственик на адвокатска кантора / Дявол   |
| Шарлиз Терон         | Мери Ан Ломакс – съпруга на Кевин Ломакс                 |
| Джефри Джоунс        | Еди Барзун – заместник на Джон Милтън                    |
| Джудит Айви          | Алис Ломакс – майката на Кевин                           |
| Кони Нилсен          | Кристабела Андреоли – адвокат в офиса на Джон Милтън     |
| Крейг Т. Нелсън      | Александър Кълън – голям бизнесмен, обвинен в убийство   |
| Хедър Матарацо       | ученичка Барбара – жертва на сексуален тормоз от учител  |
| Рубен Сантяго-Хъдсън | Лимон Хийт – адвокат в офиса на Джон Милтън              |
| Тамара Туни          | Джаки Хийт – съпруга на Лимон                            |
| Дебра Монк           | Пам Гарети – адвокат в офиса на Джон Милтън              |
| Вито Ругинис         | Мич Уивър – представител на Министерство на правосъдието |
| Лора Харингтън       | Мелиса Блек – любовница на Александър Кълън              |
| Памела Грей          | Даяна Барзун – съпруга на Еди Барзун                     |
| Мохамад Гафари       | Башир Тоабал – адвокат в офиса на Джон Милтън            |
| Джордж Уайнер        | Мейсел – адвокат в офиса на Джон Милтън                  |
| Нийл Джоунс          | Лари – репортер от Флорида, приятел на Кевин Ломакс      |
| Моника Кийна         | Алесандра Кълън – доведена дъщеря на Александър Кълън    |
| Крис Бауер           | Лойд Гетис – учител, секс маниак и убиец                 |

## Интересни факти
- Първоначално филмът е планиран да бъде заснет като блокбъстър и затова във филма са предвидени много визуални ефекти. В тази връзка кандидатурата на Ал Пачино за ролята на Дявола е отхвърляна 5 пъти! Но режисьорът Тейлър Хакфорд отново пренаписва сценария и отново иска Ал Пачино. Този път кандидатурата на Ал Пачино е одобрена, но сега самият актьор започва да се колебае и предлага сър Шон Конъри или Робърт Редфорд за ролята на Джон Милтън. Накрая всички страни се споразумяват и ролята е изиграна от Ал Пачино.
- Боксовият мач, на който присъстват Кевин и Милтън, не е инсцениран, а истински. Битката се състои на 4 октомври 1996 г. в Медисън Скуеър Гардън в Ню Йорк. Рой Джоунс-младши, шампион в полусредна категория на IBF, се бори с най-големия си съперник Брайънт Бранън и го нокаутира във втория рунд.
- Героят на Джон Милтън е кръстен на автора на „Изгубеният рай“ – класическа епична поема за падането на човека от Божията благодат в Ада. Когато Кевин Ломакс разговаря с Джон Милтън в края на филма, Милтън казва на Кевин: „По-добре е да царуваш в ада, отколкото да служиш в рая“ (цитат от Книга I ред 263).
- Външният двор на офиса на Джон Милтън всъщност е на петдесетия етаж на сграда в Ню Йорк.
- За да се подготви за ролята си във филма, Шарлиз Терон прекарва по един час на ден по време на тримесечния период на снимане в Ню Йорк с психотерапевт, за да „практикува шизофрения“. За да се подготви за ролята си, Киану Рийвс се среща няколко седмици с истински адвокати в Ню Йорк.
- Героинята на Кони Нилсен говори испански в италианската версия на филма и италиански във всички останали. Нилсен всъщност е датчанка и това е нейният дебют в американски филм. Тя прекарва само месец в САЩ, преди да получи ролята в филма.
- Частният многоетажен апартамент на Доналд Тръмп в „Тръмп Тауър“ е използван като дом на магната Александър Кълън.
- След излизането на филма, скулпторът Фредерик Харт съди Уорнър Брос с мотива, че голямото скулптурно пано на стената на мезонета на Джон Милтън е копие на неговото произведение „Ex Nihilo“, което се намира на портала на Вашингтонската катедрала на Епископалната църква на САЩ. През февруари 1998 г., като част от съдебното уреждане на конфликта, компанията се ангажира да плати на скулптора хонорар за 475 000 вече издадени копия на филма с картината, а в останалите копия тази скулптура трябва да бъде премахната от филма (въпреки факта, че паното оживява на финала на филма и се вижда за почти 20 минути). В новата версия на филма паното е заменено с абстрактна скулптура от истински човешки тела.
- Първоначално филмът трябваше да бъде режисиран от Джоел Шумахер, като Брад Пит играе ролята на Кевин Ломакс.
- Едва след като получава ролята във филма, Ал Пачино най-накрая прочита „Изгубеният рай“ на Джон Милтън.
- Буквално преведено името на героинята на Кони Нилсен Christabella Andreoli означава „красив Христос“ (Christabella) и „смел (или силен) воин“ (Andreoli).
- Киану Рийвс и Шарлиз Терон ще изиграят отново ролята на семейна двойка четири години по-късно в „Месец любов“.
- Когато Еди Барзун тича в парка, тримата бегачи след него са облечени в цветове, свързани с конниците на Апокалипсиса. Червеното, бялото и черното са цветовете на трима от четиримата ездачи: Война – червен, Глад – черен, Чума – бял.
- Когато Джон Милтън разговаря с Кевин Ломакс в края на филма, той му казва: „Просто загрявам“. Това е директен цитат от филма „Усещане за жена“, отново с участието на Ал Пачино.
- Костюмът на Киану Рийвс става по-тъмен с напредването на филма. Той започва като светъл и след това преминава през все по-тъмни нюанси на сивото. До края на филма костюмът му е черен. Този вид символизира моралното падение на неговия герой – „пропадането“ на главния герой от Рая в Ада.
- Всеки път, когато Мери Ан опитва различно зелено по стените на апартамента, но нейната приятелка Джаки (Тамара Туни) не одобрява този цвят, Джаки носи дреха или бижу със същия зелен нюанс.
- Смята се, че демоните винаги чукат по повърхности по три пъти всеки, като по този начин се подиграват на Светата Троица. Джон Милтън, който е Сатана, има навика да се смее три пъти през целия филм.